# Vysoký kámen (Broumovská vrchovina)
Vysoký kámen je vrch v Broumovské vrchovině, 0,5 km severovýchodně od města Stárkov. Má nadmořskou výšku 545 m.
Z geologického hlediska jde o výraznou skalní rozsedlinu vzniklou gravitačním pochodem ve slínovcích (opukách) spodního až středního turonu v levém svahu údolí Dřevíče, v příkrém čele stárkovské kuesty.

## Pověst
Ke skálám při cestě k vrcholu se vztahuje pověst o trpaslících žijících zde v dávné době. Trpaslíci se odstěhovali, protože jim vadilo cinkání kostelního zvonu.

## Výhled
Z vrcholového vyhlídkového kamene se otevírá pohled na městečko Stárkov.